# Ollería
Ollería (en valenciano y oficialmente l'Olleria) es un municipio y localidad española de la provincia de Valencia, en la Comunidad Valenciana, comarca del Valle de Albaida. Cuenta con una población de 8648 habitantes (INE 2024).

## Geografía
Está situado en el extremo nordeste de la comarca, al sur de la vertiente de la Serra Grossa, frontera natural entre las comarcas del Valle de Albaida y de la Costera, y entre los barrancos denominados Foia del Port y de la Freira. Su relieve es suave, excepto en su parte nordeste, donde se encuentra la Sierra Grossa, que separa este municipio del término de Canals por el Puerto de Ollería, situado a 393 m de altitud, entre las montañas de Talaia y de la Creu (máxima altura del término con 520 m). Desde esta sierra hasta el río Clariano, que constituye el límite sur del término, va descendiendo la altitud en sentido NE-SE, llegando a los 200 m en las proximidades del río. En la vertiente meridional de la Serra Grossa destacan los barrancos del Port, la Cova, la Murta, el Salido, etc. El casco urbano está situado sobre una zona elevada dentro del llano del término.

### Localidades limítrofes
Esta población es conocida como el exilio del Valle de Albaida. El término municipal de Ollería limita con las siguientes localidades: Albaida, Alfarrasí, Ayelo de Malferit, Bellús, Bufali, Canals, Guadasequies, Montaberner, Játiva y El Palomar, todas ellas de la provincia de Valencia.

## Historia[3]
En el término de Ollería existen evidencias de ocupación desde la Prehistoria. Se han realizado hallazgos vinculados a las diferentes etapas de esta, desde el Paleolítico medio, como en la cueva de San Nicolás, hasta la Edad de Bronce, en el Castellet del Porquet. Este último emplazamiento fue estudiado en el siglo XIX por Juan Vilanova y Pieraque si bien en un primer momento definió este yacimiento como un dolmen, posteriormente lo incluyó dentro de la Edad de los Metales, dentro del primer periodo, el del cobre. Posteriormente, en 1937, Isidro Ballester Tormo, publicaría los resultados de sus estudios sobre el Castellet del Porquet, que finalmente atribuiría al Eneolítico-Bronce.
En época ibérica, destacan algunos hallazgos dispersos de cerámica y orfebrería, sin encontrar importantes ruinas tal vez debido a que es una tierra de frontera disputada por los pueblos de la Contestania y la Edetania. En el periodo íber-romano, los eruditos centran el núcleo de población en la ermita de San Cristóbal, donde se ha encontrado la lápida romana que actualmente se puede admirar en la calle del Batle, fíbulas, monedas y cuentas de collar. Existen varias villas romanas en el término, destacando la encontrada durante las obras de la autovía central, en la partida de Bonavista, donde aparecieron importantes restos relacionados con la alfarería, la producción de aceite y en su arquitectura un hipocausto en el subsuelo de la vivienda.
El actual emplazamiento de Ollería se debe a los musulmanes ratificado por la necrópolis encontrada, que siguiendo la tradición se extendía por los accesos al poblado. De sus restos son destacables los "alcavons" o minas de agua. De este periodo destaca el hallazgo de un sello árabe, con una inscripción, engastada en un anillo de oro, que hace referencia a la importancia de su poseedor. El anillo se ha perdido, no así la inscripción que decía: «Quien cree se salva. Quien sufre, gana».
Tras la Reconquista, en el Llibre del Repartiment, aparecen varias donaciones de tierra en la alquería de les Olles. Su nombre proviene de la actividad que desarrollaban sus gentes como alfareros. En la Edad Moderna destaca su independencia respecto de la ciudad de Játiva, conseguida en dos fases, primero la segregación en 1583 y después la consecución de la categoría de Villa Real en 1588, con la toma de posesión de la suprema jurisdicción y voto en Cortes. En 1522, la villa se pronunció en favor de las Germanías, la posterior represión fue brutal, muriendo centenares de agermanados. También fue saqueada durante las guerras carlistas y ocupada durante la invasión napoleónica en la Guerra de Independencia Española.
En el Antiguo Régimen la religión fue un factor importante en las villas valencianas. Los dominicos o predicadores fueron los primeros monjes en asentarse en la Vila, y más tarde lo harán las monjas agustinas y los capuchinos.
Hay un edificio del convento, sustituido ahora por una cafetería, que en el momento de su fundación había 21 monjas.
El convento de Capuchinos fue fundado el 27 de mayo de 1601, y los religiosos que ocupaban el convento eran 25, y fue la guerra civil la que obligó la retirada de la vida en el convento o en la iglesia. Durante el tiempo que estuvieron desocupados por la vida religiosa, los conventos de capuchinos y de dominicos fueron concedidos por el Gobierno al ayuntamiento para escuelas y hospitales; además durante la guerra civil se excavaron unos túneles que conectaban el convento de capuchinos y el centro del pueblo para que la gente pudiese pasar desapercibida por debajo de los túneles.

## Demografía
Ollería cuenta con una población de 8648 habitantes (INE 2024).
| Gráfica de evolución demográfica de Ollería entre 1842 y 2021                                                       |
| |
| Población de derecho según los censos de población del INE Población de hecho según los censos de población del INE |

## Economía
Aparte de las industrias del plástico, de diversas manufacturas artesanales, y de su vidrio, en el término de Ollería, se produce una encrucijada de caminos y vías pecuarias que explican la importancia que la ganadería ha tenido para la economía tradicional. Se conserva arquitectura relacionada con esta temática, como la lonja de los Tratantes en los bajos del antiguo ayuntamiento y unas muestras interesantes de construcciones en piedra seca, llamadas refugio de pastores.
En Ollería se trabaja el vidrio desde hace mil años, llegando a convertirse en el principal centro de producción vidriera de España.[cita requerida] La ruta del vidrio de Ollería, es una propuesta turística para descubrir el alma del vidrio, entre monumentos característicos.
Ollería siempre ha sido muy famosa por el vidrio, había fábricas de vidrio como La Mediterránea, que fue muy famosa entre 1985 y 2006 sobre todo, donde se fabricaban objetos de vidrio como porrones, aceiteras, entre otros, y que trabajaba con vidrio 100 % reciclado. En este oficio contaban con un total de seis obradores o hornos, 50 operarios y 2100 piezas, que han llegado a comercializarse por Castilla y Aragón.
Además de las fábricas de vidrio, Ollería subsistía también gracias a las moreras, olivos, algarrobos, almendros y viñas. También se cultivaba mucho trigo, cebada, maíz, aceite, seda, vino, hortalizas, legumbres y mucha fruta.
Ollería evolucionó y creció debido a la feria que el Rey Carlos II permitió hacer; una feria que empezaría el 5 de octubre y duraría ocho días.

## Administración y política
| Periodo   | Nombre                                                               | Partido     |
| --------- | -------------------------------------------------------------------- | ----------- |
| 1979-1983 | Manuel Garrido i García                                              | MCPV        |
| 1983-1987 | José Such Martínez                                                   | PSOE        |
| 1987-1991 | José Such Martínez                                                   | PSOE        |
| 1991-1995 | José Such Martínez                                                   | PSOE        |
| 1995-1999 | Vicente Bernardo Llop Moliner                                        | PP          |
| 1999-2003 | Vicente Bernardo Llop Moliner                                        | PP          |
| 2003-2007 | Vicente Bernardo Llop Moliner                                        | PP          |
| 2007-2011 | Vicente Bernardo Llop Moliner Julià Engo i Fresneda José Vidal Oltra | PP BLOC GdO |
| 2011-2015 | José Vidal Oltra                                                     | GdO         |
| 2015-2019 | Julià Engo Fresneda                                                  | Compromís   |
| 2019-2023 | Ramón Vidal Soler                                                    | PP          |
| 2023-act. | Ramón Vidal Soler                                                    | PP          |

## Cultura

### Patrimonio

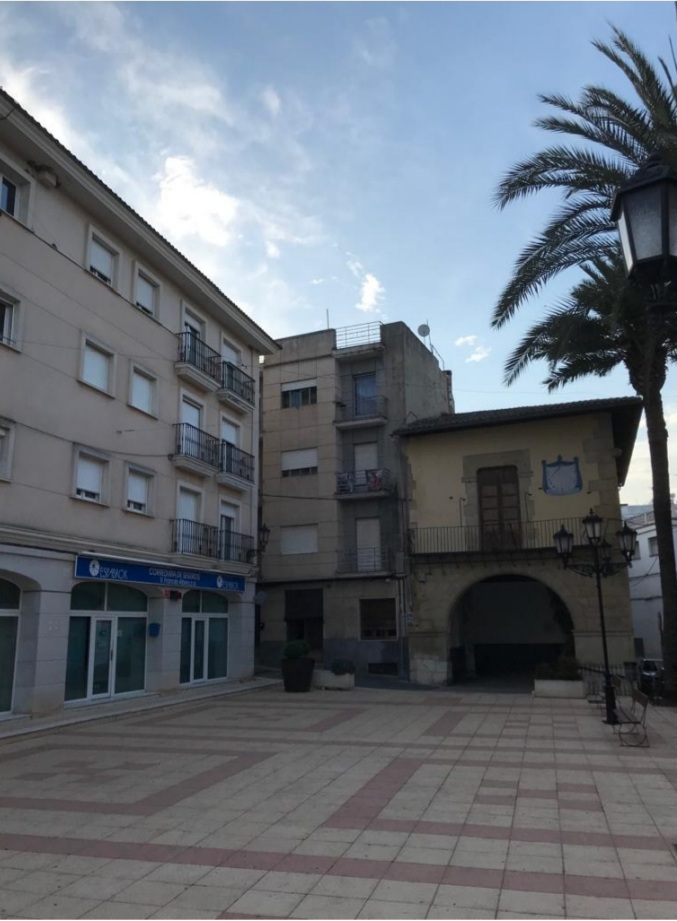
Ayuntamiento

Los habitantes de L’Olleria se han dedicado a lo largo de los años a la artesanía, al comercio y a la producción de aceite y vino. Es un pueblo que ha vivido diferentes culturas y cada una de ellas ha dejado su huella en el territorio. Se pueden encontrar restos arqueológicos de la época neolítica, entre otros, en el barranco del Salido o el Castellet del Cochinillo. Se puede apreciar el pasado romano con las villas romanas o la lápida que encontramos en el casco urbano. También cabe destacar el legado árabe con la producción alfarera, el nacimiento de la pirotecnia en Ollería, y sobre todo la fabricación del vidrio.
Los lugares de interés que encontramos en la población son: la iglesia Santa María Magdalena y el Campanario; la iglesia-santuario de la Virgen de Loreto; el convento de los Capuchinos; el Trinquete, que conserva una pared de la muralla medieval; el monasterio de las Agustinas Descalzas; el antiguo Hospital de San Juan Bautista; la “Casa Santonja o Palacio de los Marau"; el edificio del ayuntamiento con la Lonja de los Tratantes; el Teatro Cervantes y las ermitas del Cristo, de San Cristóbal y de San Juan del Veinticinco.
- Ermita de San Cristóbal. En sus inmediaciones están las ruinas romanas de la Casa Miranda. Una ermita medieval de conquista del antiguo poblado de els Casals.
- Ermita de San Juan Bautista del despoblado morisco del Vint-i-Cinc.
- Ermita del Cristo de la Palma del antiguo cementerio.
- Cueva de Sant Nicolau. Las habitó el hombre de neandertal.
- Castellet del Porquet. Poblado Neolítico fortificado con potente muralla.
- Casa de la Vila y lonja de los Tratantes. Antiguo Ayuntamiento situado en la plaza la villa, conserva un reloj de sol, mirando a la plaza. Constituido en 1588, es un edificio de estilo renacentista que consta de una planta baja exenta sobre arcos, y el Salón de Sesiones sobre ella, con un balcón a la plaza. Presenta tipología de lonja en planta baja y gran salón en la superior, y recuerda a otros ayuntamientos de los siglos XV y XVI. Conserva el reloj de Sol y una escultura de Atlante en la esquina superior, conocido como el Gonari. Frente a la antigua cárcel del Baile, encontramos en una esquina una Lápida Romana, de la familia de los Murrano, relacionada con la antigua actividad alfarera de la Villa, de donde tomó el nombre de la Alquería de les Olles, derivando en Ollería moderna. Es una villa de oficios como la cerámica, el vidrio, la pirotecnia, la cestería y tantos otros.
- El Convento de los Capuchinos, fundado en 1601 reutilizando una ermita medieval dedicada a los santos Abdón y Senén. Está edificado alrededor del claustro de la cisterna, que conserva pinturas murales en grisalla del siglo XVII. El antiguo noviciado ha sido reformado como hospedería conventual. Cuenta además con acueducto y mina de agua; colecciones de pintura de Remigio Soler y Óscar Marziali; de arqueología, vidrio, cerámica, azulejería antigua y objetos etnográficos; en su huerta crece un árbol monumental, un Mirto centenario, siendo uno de los ejemplares más grandes de Europa.[7]
- Monasterio de las Agustinas descalzas, fundado en 1611. Conserva restos de muralla.
- Convento de los Dominicos, fundado el 1578. A este convento pertenece el retablo cuatrocentista del juicio final del pintor Antoni Peris, conocido como maestro de Ollería obra primitiva valenciana del gótico internacional, depositado en el Palacio Arzobispal de Valencia.
- Hospital de San Juan Bautista, del siglo XIX, con capilla neogótica y claustros.
- Santuario de la Virgen de Loreto. Se trata de la iglesia del convento de los dominicos, donde se venera la imagen medieval de la patrona de la villa y se conservan pinturas murales. Contiene el altar del beato Pare Ferreres, un retablo neogótico con pinturas modernas del artista de Ollería Toni Grau Mompó, donde se custodia la reliquia.
- Iglesia de Santa María Magdalena, declarada BIC. De portada renacentista, en este templo tuvo lugar el fin de la Guerra de las Germanías, el 22 de enero de 1522, cuando el Virrey, masacrando a los agermanados (comuneros), que se refugiaron en el interior de esta iglesia fortificada, prendiéndole fuego a sus puertas, provocó la muerte de varios centenares de vecinos. Sobre el solar de la mezquita, se consagró a Santa María Magdalena en el siglo XIII. Se cuentan leyendas de los cátaros que llegaron a estas tierras, entre los repobladores cristianos, protegidos por el rey Jaime I, a finales del siglo XIII.Iglesia de Santa María Magdalena

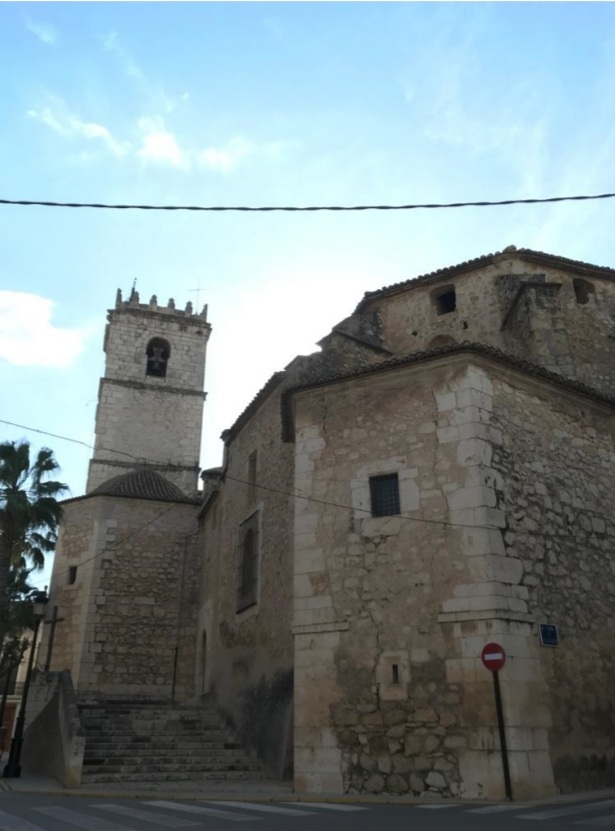
Iglesia de Santa María Magdalena

- El Trinquete. Es el trinquete valenciano más antiguo que se conserva,[8] junto con su muralla medieval.
- El antiguo matadero municipal, un edificio modernista de principios del siglo XX.
- El Almodí o depósito medieval, que en el 1868 se reconvirtió en Teatro Cervantes. Edificio restaurado como teatro romántico.
- Casa-Palaciega de Zacarés, destaca entre otras por su valor histórico.
- El Palacio de los Marau, conocida como Casa Santonja, antiguo palacio, cuya principal construcción data del siglo XVII-XVIII, pero que destaca por su gran salón, que alberga un programa completo de pinturas murales relacionadas con la Masonería liberal de principios del siglo XIX. Alberga el Museo Valenciano del Vidrio, el de Historia local y artesanías.
- Los alcavons o minas de agua, cuyos túneles de época islámica recorren todo el término.
- El Caserío del Salido, antigua masía fortificada con amplio paraje natural, de propiedad municipal, en su zona encontramos casas de pastor, obras de arquitectura de piedra en seco.
- La Casa Marau, masía antigua en el campo, con bodega y explotación agrícola. Relacionada antiguamente con los propietarios del Palacio de los Marau con su explotación vinícola.
- La Casa Gàlim, antigua masía que en su origen fue una alquería musulmana, nombrada en el Llibre del Repartiment.
- Monumento al soplador de vidrio de Ollería, obra del artista Toni Grau Mompó, fue erigido en 2010 para honrar la memoria de una tradición vidriera casi milenaria.

#### La casa Santonja[9]
- Esta vivienda puede recibir tanto el nombre de “el Palacio de los Marau” o “la Casa Santonja”. Se data de finales del siglo XVIII y principios del XIX; fue rehabilitada y restaurada en el año 2007. La casa se localiza en la calle del Ravalet número 11, calle que hace más de un siglo se llamaba San Bartolomé. Es uno de los tesoros del patrimonio arquitectónico y artístico de Olleria y posee unas pinturas murales de incalculable valor en su interior. La intención del propietario fue la de hacer del domicilio algo más que una simple residencia, una construcción con pinturas y decoraciones que transmitieran una historia personal y expresaran sus ideas y pensamientos. Desde el punto de vista del valor en su conjunto, reside en el hecho de que actualmente no se conoce ninguna construcción o palacio que conserve pinturas como las que hay en este edificio.

### Fiestas
- Las fiestas tradicionales y más importantes que se repiten cada año son: en enero, San Antonio Abad y los Reyes Magos; en febrero, el Carnaval, con la celebración de “la Cassoleta”, una fiesta particular en Olleria; en marzo, “Mig Any Fester” y Semana Santa; en mayo, la Fiesta de las Tres Avemarías en el Convento de los Capuchinos y el Corpus Christi; en junio, “Sant Joan”; en julio, la Fiesta de la Magdalena; en agosto, San Roque y los toros en la calle. El primer fin de semana de septiembre son las fiestas Patronales de Moros y Cristianos en honor a San Miguel, el Ecce Homo, el Cristo de la Palma y la Virgen de Loreto; la tercera semana de octubre es la feria anual; y, en diciembre, se celebra la Fiesta de la Purísima o “Santa Bàrbara”.

##### Moros y cristianos[10]
- Esta festividad, que fue declarada “Bien de Interés Turístico” en 1985, se celebra entre la última semana de agosto y la primera de septiembre. Los Moros y Cristianos es una de las festividades más populares de Olleria, declarada de interés turístico desde el año 1985. Estas fiestas conmemoran las batallas que se libraron a la Reconquista en el siglo XIII, durante la cual los reinos hispánicos cristianos recuperaron los dominios ocupados por los sarracenos. El evento tiene su origen en el año 1954 cuando los vecinos del pueblo se dedicaban a producir vidrio como homenaje a su patrón San Miguel Arcángel. Fue en el año 1963 cuando empezaron a celebrarse como fiestas patronales de Ollería. Esta celebración cuenta con un himno:  “Vidriers de l’Olleria la Festa van fundar i honor a Sant Miquel el poble ha dedicat.”

###### Programa de actos:[11]
- Proclamación de reinas, cortes de honor y capitanes de las fiestas  · Cabalgata humorística  · Ofrenda de flores y traslado de la Virgen María de Loreto
- 1.º Día de la Trilogía: día de la Virgen María de Loreto    - Entrada de Moros y Cristianos.
- 2.º Día de la Trilogía: día de San Miquel y el Santísimo Cristo de la Palma    - Despertó, Diana y Traslado de Cristo    - Desfile infantil    - Procesión a San Miguel a cargo de los festeros
- 3.º Día de la Trilogía: día del Santísimo Ecce-Homo    - Diana    - Embajadas    - Procesión General    - Día del Niño    - Espectáculos y juegos

### Gastronomía
- Arroz al horno, lo que se conoce comúnmente como La Cassola, los jueves. En Ollería se fabricaban las cazuelas de barro que se utilizan y como antiguamente estaba unida a Játiva, donde se cultivaba el arroz, puede asegurarse que el origen del arroz al horno está entre Ollería y Játiva.
- El Pan Bendito de San Antonio. Además de la fiesta del santo en el 17 de enero, se elabora todos los jueves del año.
- Granizado-helado de tomillo, timonet de la Serra Grossa.
- Pastas con aguardiente y almendras. Rosquilletas, etc.
- Pasteles de Navidad, con boniato, cabello de ángel y mantecas de cerdo.
- Embutidos tradicionales de cerdo.
- El café con leche granizado, una bebida típica del municipio que todos los habitantes de Ollería coinciden en que es único.

## Servicios y ocio

### Comunicaciones
- Taxi: hay servicio de taxi, tanto para particulares, como para empresas y mutuas de trabajo; para ir al aeropuerto i a cualquier evento.
- Autobús[12]: para llegar a L’Olleria también existe la posibilidad de utilizar las líneas L3 y L7.

### Polideportivo[13]

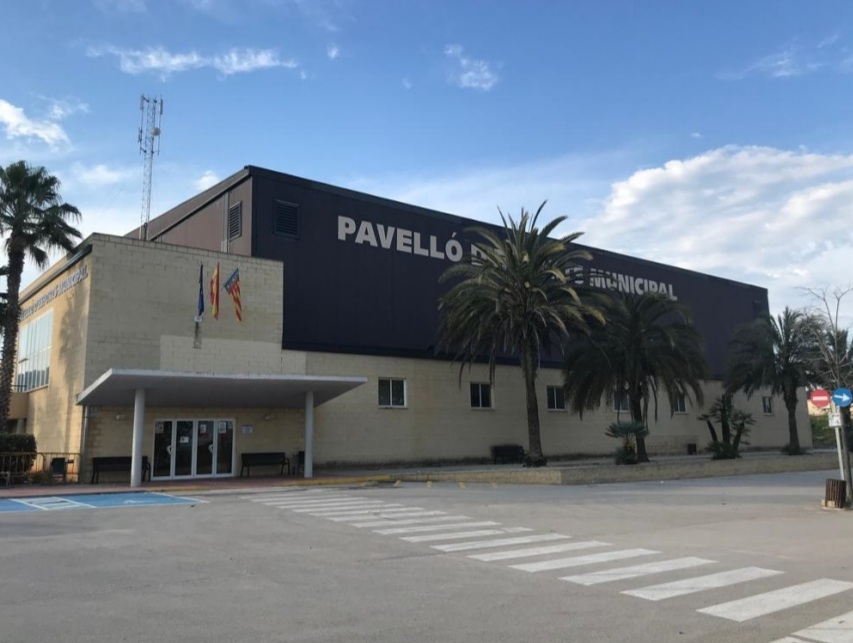
Pabellón municipal

Además de las instalaciones deportivas con las que cuenta Ollería (campo de fútbol del polideportivo, pabellones como “La Solana” o ”El Ravalet” y la piscina municipal), también encontramos escuelas deportivas de fútbol y fútbol sala, baloncesto, taekwondo, tenis y natación, que organizan y ofrecen clases y actividades en diferentes horarios para enseñar a los ciudadanos estas modalidades.
En Ollería se organizan también unas jornadas deportivas de carácter anual, que cuentan con diferentes actividades: trail running (carrera “fuera de pista”, por senderos de montaña o caminos secundarios, cruzando riachuelos o ríos, con costas empinadas y abruptas bajadas), egyptian race (carrera de 10 km de obstáculos diversos), 24h esportives (jornada de competiciones deportivas, donde pueden participar tanto equipos locales como de fuera de la localidad), 10k de Ollería (carrera de 10 kilómetros donde los corredores pasarán por parajes como la Gaveta, la Hoya del Puerto, el parque Beato Herreras, la plaza de la Villa o de la Virgen María de Loreto…), vuelta de motos antiguas (una jornada donde se dan cita tanto motos como coches clásicos), duatlón Cross (carrera que empieza y acaba en el polideportivo municipal, pasa por el casco urbano de la población y recorre caminos y parajes locales) y vuelta cicloturista (recorre diferentes puertos, varias poblaciones y una distancia aproximada de unos 130 km).

### Actividades[16]
L'Olleria cuenta con una oferta muy variada de rutas de senderismo:

###### Rutas a pie
- Fáciles: vuelta a pie por Ollería (2.7 km), Ollería - Ermita San Juan- Ollería (9.2 km) y Ollería - Creueta- Cueva de San Nicolás- Ollería (11.8 km).
- Moderadas: Ollería - Montaverner- Ollería (11 km), Ollería - Ayelo- Ollería (12.6 km) y Ollería - Cueva de San Nicolás- Ollería (15.6 km).
- Difíciles: Ollería - Bellús- Ollería (20 km), Ollería - Fuente de la Quintana- Ollería (23.8 km) y Puerto de Ollería - Cruz de Játiva- Puerto de Ollería (27.2 km).

###### Rutas en bicicleta
- Fáciles: Ollería - Ayelo- Ollería (10.4 km), Ollería - Ayelo- Ollería (17.5 km), Ollería - Játiva- Cueva Negra- Bellús- Ollería (33.8 km) y Ollería - Enginyers- Ollería (34.9 km).
- Moderadas: Ollería - Guadasequies- Ollería (22.7 km), Ollería - Bellús- Ollería (31.7 km) y Ollería - Benicadell- Ollería (50.6 km).
- Difíciles: Ollería - Agres- Montcabrer (30.3 km), Ollería - Charco La Rambla- Pla de Corrals (57.9 km), Ollería - Lorxa- Beniarrés- Ollería (68.2 km) y Ollería - Fontanars- Ollería (72.2 km).

### Otros servicios[17]
Además de los servicios municipales que ofrece el ayuntamiento en relación con el mantenimiento y la conservación del pueblo y de las áreas de actuación que cubre, este facilita otros servicios más para los habitantes:
- Servicios sociales: los servicios sociales básicos son el primer nivel del sistema público de Servicios Sociales. Atienden a la ciudadanía de forma personalizada y están integrados por un conjunto organizado y coordinado de profesionales con el objetivo de mejorar el bienestar social y favorecer la integración de las personas.
- Gabinete psicopedagógico: es un servicio público y gratuito, subvencionado por la Consejería de Educación y Deportes, que ofrece atención a los alumnos del ciclo de Educación Infantil y Primaria y a sus familias para la detección y tratamiento preventivo o asistencial del alumnado con dificultades en el aprendizaje y trastorno en el desarrollo o con riesgo de sufrir, y seguimiento de cada uno de los casos.
- Juzgado de paz: lleva a cabo trámites como son el registro civil o la expedición de certificados de nacimiento, matrimonio, defunción o fe de vida.
- Servicio de mediación: la ciudadanía dispone de un mediador que puede ayudar en diferentes cuestiones con el banco (refinanciación de hipotecas, dación en pago, alquiler social o revisión de la cláusula suelo); con las familias (convivencia, separaciones y divorcios o régimen de visitas); y con los vecindarios (resolución de conflictos).